# Al-Musrati
Almoatasembellah Ali Mohamed Al-Musrati (árabe: المعتصم بالله علي محمد المصراتي; Misrata, 6 de abril de 1996), conhecido simplesmente como Al-Musrati, é um futebolista profissional líbio que atua como médio-defensivo. Atualmente joga no Monaco, emprestado pelo Beşiktaş. Representa a Seleção Líbia de Futebol.

## Carreira

### Vitória SC

#### Equipa B
Em janeiro de 2017, Al-Musrati assinou um contrato de 3 anos e meio com o Vitória SC, da Primeira Liga portuguesa, por recomendação de Romano Sion, ex-jogador do clube. Inicialmente integrou o Vitória SC B, que atuava na Segunda Liga. A 4 de março de 2018, marcou o seu primeiro golo pela equipa, num empate por 1–1 no terreno do União da Madeira.

#### Equipa Principal
A 5 de agosto de 2019, Al-Musrati estreou-se pela equipa principal do Vitória, jogando 90 minutos numa vitória por 1–0 em casa do Feirense, na 2ª eliminatória de acesso à Taça da Liga. Treze dias depois, fez a sua estreia na Primeira Liga, num empate caseiro por 1–1 frente ao Boavista. No mês de agosto, foi considerado o 3º melhor médio da liga, apenas atrás de Bruno Fernandes e Pizzi. A 12 de dezembro, marcou o seu único golo pela equipa principal do Vitória, numa vitória fora por 3–2 sobre o Eintracht Frankfurt, na fase de grupos da Liga Europa.

#### Empréstimo ao Rio Ave
A 29 de janeiro de 2020, Al-Musrati foi emprestado ao Rio Ave, também da Primeira Liga, até ao fim da temporada 2019–20. A 17 de junho, foi expulso, juntamente com os colegas de equipa Diogo Figueiras e Nuno Santos, numa derrota em casa por 2–1 para o Benfica.

### Braga
A 31 de julho de 2020, Al-Musrati assinou um contrato de 4 anos com o Braga, reencontrando-se com Carlos Carvalhal, seu treinador no Rio Ave. Marcou o seu primeiro golo pelos Minhotos a 26 de novembro, num empate em casa por 3–3 frente ao Leicester City, na fase de grupos da Liga Europa. Três dias depois, estreou-se a marcar na Primeira Liga, numa vitória por 1–0 sobre o Farense no Estádio Municipal de Braga. Em 2021, foi eleito Jogador do Mês de Fevereiro da Primeira Liga.

## Carreira Internacional
A primeira convocatória de Al-Musrati para a Seleção Líbia surgiu no Campeonato das Nações Africanas de 2014, disputado na África do Sul. O médio jogou em todas as partidas, exceto uma, incluindo a final, onde a Líbia venceu o Gana no desempate por penálts.

## Estatísticas de Carreira

### Clube
- Atualizado até 18 de junho de 2023

| Clube          | Temporada    | Campeonato    | Campeonato | Campeonato | Taça  | Taça  | Taça da Liga | Taça da Liga | Competições Continentais | Competições Continentais | Outros | Outros | Total | Total |
| Clube          | Temporada    | Divisão       | Jogos      | Golos      | Jogos | Golos | Jogos        | Golos        | Jogos                    | Golos                    | Jogos  | Golos  | Jogos | Golos |
| -------------- | ------------ | ------------- | ---------- | ---------- | ----- | ----- | ------------ | ------------ | ------------------------ | ------------------------ | ------ | ------ | ----- | ----- |
| Vitória SC B   | 2016–17      | Segunda Liga  | 3          | 0          | —     | —     | —            | —            | —                        | —                        | —      | —      | 3     | 0     |
| Vitória SC B   | 2017–18      | Segunda Liga  | 10         | 1          | —     | —     | —            | —            | —                        | —                        | —      | —      | 10    | 1     |
| Vitória SC B   | 2018–19      | Segunda Liga  | 27         | 0          | —     | —     | —            | —            | —                        | —                        | —      | —      | 27    | 0     |
| Vitória SC B   | Total        | Total         | 40         | 1          | —     | —     | —            | —            | —                        | —                        | —      | —      | 40    | 1     |
| Vitória SC     | 2019–20      | Primeira Liga | 5          | 0          | 1     | 0     | —            | —            | 7                        | 1                        | —      | —      | 13    | 1     |
| Rio Ave (emp.) | 2019–20      | Primeira Liga | 12         | 0          | —     | —     | —            | —            | —                        | —                        | —      | —      | 12    | 0     |
| Braga          | 2020–21      | Primeira Liga | 28         | 3          | 6     | 0     | 3            | 0            | 7                        | 1                        | —      | —      | 44    | 4     |
| Braga          | 2021–22      | Primeira Liga | 30         | 1          | 2     | 0     | 2            | 0            | 11                       | 1                        | 1      | 0      | 46    | 2     |
| Braga          | 2022–23      | Primeira Liga | 28         | 3          | 4     | 1     | 3            | 1            | 6                        | 0                        | —      | —      | 41    | 5     |
| Braga          | Total        | Total         | 86         | 7          | 12    | 1     | 8            | 1            | 24                       | 2                        | 1      | 0      | 131   | 11    |
| Career total   | Career total | Career total  | 143        | 8          | 13    | 1     | 8            | 1            | 31                       | 3                        | 1      | 0      | 196   | 13    |

1. 1 2 3  Jogos na Liga Europa
2. ↑  Jogo na Supertaça Cândido de Oliveira
3. ↑  5 jogos na Liga Europa, 1 jogo na Liga Conferência

### Internacional
- Atualizado até 28 de março de 2023

| Seleção | Ano   | Jogos | Golos |
| ------- | ----- | ----- | ----- |
| Líbia   | 2014  | 7     | 0     |
| Líbia   | 2015  | 5     | 1     |
| Líbia   | 2016  | 5     | 0     |
| Líbia   | 2017  | 5     | 1     |
| Líbia   | 2018  | 3     | 0     |
| Líbia   | 2019  | 4     | 0     |
| Líbia   | 2020  | 2     | 0     |
| Líbia   | 2021  | 4     | 0     |
| Líbia   | 2022  | 2     | 0     |
| Líbia   | 2023  | 2     | 0     |
| Total   | Total | 39    | 2     |

#### Golos Internacionais
| Nº | Data                  | Local                                          | Adversário                     | Placar | Resultado | Competição                                            |
| -- | --------------------- | ---------------------------------------------- | ------------------------------ | ------ | --------- | ----------------------------------------------------- |
| 1  | 6 de setembro de 2015 | Petrosport Stadium, New Cairo, Egito           | Cabo Verde                     | 1–1    | 1–2       | Qualificação para a Taça das Nações Africanas de 2017 |
| 2  | 7 de outubro de 2017  | Estádio Mustapha Ben Jannet, Monastir, Tunísia | República Democrática do Congo | 1–1    | 1–2       | Qualificação para o Mundial 2018                      |

## Títulos
Braga
- Taça de Portugal: 2020–21[15]
- Taça da Liga: 2023–24

Seleção Líbia
- Campeonato das Nações Africanas: 2014[14]